# Mentala faktorer inom buddhism
Begreppet mentala faktorer inom buddhism (sanskrit: caitasika eller chitta samskara; Pāli: cetasika; Tib.: སེམས་བྱུང་།, Wyl.: sems byung) avser de aspekter av sinnet som uppfattar specifika egenskaper hos ett objekt. De skall kontrasteras mot de primära medvetandena (Wyl.: rnam shes) som bara uppfattar objektets essens. De mentala faktorerna har förmågan att påverka eller "färga" sinnet. I buddhismens Abhidharma-läror kategoriseras de mentala faktorerna som formationer som är samtidiga med sinnet. Mentala faktorer kan alternativt översättas som "mentala tillstånd", "mentala händelser", eller "samtidiga med medvetandet".

## Introduktion
Mentala faktorer är aspekter av sinnet som uppfattar ett objekts egenskaper och som har förmågan att "färga" sinnet. Geshe Tashi Tsering förklarar:
Den tibetanska termen för mentala faktorer (Wyl.: sems las byung ba'i chos, THL: semlay jungwa chö; Skt. IAST: chaitasika dharma), har innebörden "fenomen som uppstår från sinnet", vilket antyder att de mentala faktorerna inte är primära för sinnet utan att de uppstår i ett större sammanhang. En mental faktor definieras alltså som den aspekt av sinnet som uppfattar en viss egenskap hos ett objekt. Eftersom de själva kännetecknas av egenskaperna aktivitet och icke-neutralitet, har de förmågan att färga sinnet baserat på hur de uttrycker sig. Därför påverkar en känsla av begär som uppkommer från vad som betraktas som ett vackert föremål de andra mentala faktorerna som är närvarande vid samma tidpunkt, och detta färgar hela sinnet.
Förhållandet mellan sinnet ("huvudsinnet", "det centrala sinnet"; Skt. IAST: citta) och de mentala faktorerna kan beskrivas med följande metaforer:
- Sinnet är som duken på en biograf och de mentala faktorerna är som bilderna som projiceras på duken. I den här analogin lägger vi vanligtvis inte märke till duken eftersom vi är så fångade av bilderna.
- Sinnet är som en kung som sitter passivt på en tron medan de mentala faktorerna är som kungens verkställande ministrar.[5]

Traleg Rinpoche menar att den huvudsakliga skillnaden mellan sinnet och de mentala faktorerna är att sinnet uppfattar ett objekt som en helhet, medan de mentala faktorerna uppfattar ett objekt genom dess specifika detaljer.

## Listor över mentala faktorer
Inom buddhismen finns det många olika abhidharmasystem (ibland kallas delar av abhidharma för buddhistisk psykologi), och vart och ett av dessa system har sin egen lista över de viktigaste mentala faktorerna. Listorna varierar från system till system både vad gäller antalet mentala faktorer, och i hur respektive mental faktor definieras. Dessa listor anses inte vara uttömmande utan presenterar snarare de viktigaste kategorierna och mentala faktorerna som det är praktiskt att studera för att förstå hur sinnet fungerar. 
Några av de viktigaste kommentarerna om Abhidharma-systemen som studeras idag inkluderar: 
- Abhidhammattha-sangaha av Acariya Anuruddha: en Theravada-kommentar som listar femtiotvå mentala faktorer.
- Atthasālinī av Buddhaghosa: en Theravada-kommentar som ger förklaringar till femtiotvå mentala faktorer.
- Abhidharmakośa av Vasubandhu: en Sarvastivada-kommentar (som studeras av Mahayana-skolorna) som listar fyrtiosex mentala faktorer.
- Abhidharma-samuccaya av Asaṅga: en Yogachara-kommentar (som studeras av Mahayana-skolorna) som listar femtioen mentala faktorer.
- Innermost Core of Topics of Knowledge (mDzod-phug) av Shenrab Miwo: en tibetansk Bon-kommentar som listar femtioen faktorer.

## Sthaviravāda-Sarvastivada traditionen
Mahalibhasa och Abhidharmakośa har 46 mentala faktorer som inkluderar:

### Tio mentala faktorer
De tio mahābhūmika dharmaerna är gemensamma för alla medvetanden.
- Vedanā - känsloton
- Saṃjñā - perception
- Cetanā - avsikt
- Sparśa - kontakt
- Chanda - önskan (att agera)
- Prajñā - visdom (insikt)
- Smṛti - hågkomst
- Manasikāra - uppmärksamhet
- Adhimokṣa - beslut
- Samādhi - mental koncentration. det kallas också Ekaggata, fokus på en sak

### Tio sunda mentala faktorer
De tio kuśala mahābhūmikā dharmāḥ återfinns i sunda medvetanden (kusala citta).
- Śraddhā - tro
- Vīrya - energi
- Hrī - skamkänsla
- Apatrāpya - dekorum, hänsyn till konsekvens
- Alobha - icke-klängande
- Adveṣa - icke-aggression
- Praśrabdhi - lugn
- Upekṣā - jämnmod
- Appamāda - samvetsgrannhet
- Ahiṃsā - icke-våld

### Sex osunda mentala faktorer
De sex kleśa mahābhūmika dharmāḥ följer med kleśa .
- Moha - villfarelse
- Pramāda - vårdslöshet, slarv, oförsiktighet
- Kauśīdya - lättja
- Āśraddhya - brist på tro, brist på tillit
- Styāna - slöhet, modlöshet
- Auddhatya - spänning, ebullience

## Abhidhammatraditionen i Theravāda
Inom Theravādas Abhidhamma-tradition listar Abhidhammattha-sangaha de femtiotvå mentala faktorerna som följer nedan.
Notera att denna lista inte är uttömmande; det finns andra mentala faktorer som nämns i Theravadalärorna. Listan identifierar femtiotvå viktiga faktorer som hjälper oss att förstå hur sinnet fungerar.

### Sju universella mentala faktorer
De sju universella mentala faktorerna (sabbacittasādhāraṇa cetasikas) är gemensamma (sādhāraṇa) för allt medvetande (sabbacitta). Bhikkhu Bodhi säger: "Dessa faktorer utför de mest grundläggande och de viktigaste kognitiva funktionerna. Utan dessa skulle medvetenhet om ett objekt vara helt omöjligt."
De sju faktorerna är:
- Phassa - kontakt
- Vedanā - känsloton
- Saññā - perception
- Cetanā - avsikt
- Ekaggata - fokus
- Jīvitindriya - livskraft
- Manasikāra - uppmärksamhet

### Sex temporära mentala faktorer
De sex tillfälliga eller speciella/specifika mentala faktorerna (pakiṇṇaka cetasikas) är mentala faktorer som har varierande etiskt värde och som endast finns i vissa medvetanden. De är:
- Vitakka - tänkande
- Vicāra - analys
- Adhimokkha - beslut
- Viriya - energi
- Pīti - hänryckning
- Chanda - begär/driv (att agera)

### Fjorton osunda mentala faktorer
De osunda mentala faktorerna (akusala cetasikas) följer med de osunda medvetandena (akusala citta).
De fjorton osunda mentala faktorerna är:
- Fyra universellt osunda mentala faktorer (akusalasādhāraṇa):
  - Moha - villfarelse (ovetande)
  - Ahirika - skamlöshet
  - Anottappa - att nonchalera konsekvenser
  - Uddhacca - rastlöshet
- Tre mentala faktorer i girighetsgruppen (lobha):
  - Lobha - girighet
  - Diṭṭhi - felaktigt synsätt
  - Māna - inbilskhet
- Fyra mentala faktorer i hatgruppen (dosa)
  - Dosa - hat
  - Issā - avund
  - Macchariya - snålhet
  - Kukkucca - ånger
- Andra osunda mentala faktorer
  - Thīna - slöhet
  - Middha - håglöshet
  - Vicikicchā - tvivel

Bhikkhu Bodhi säger:
Ett osunt medvetande (akusalacitta) är ett medvetande åtföljt av en eller annan av de tre osunda rötterna – girighet, hat och villfarelse. Ett sådant medvetande kallas osunt eftersom det är mentalt osunt, moraliskt klandervärt och resulterar i smärta.

### Tjugofem vackra/sunda mentala faktorer
De vackra mentala faktorerna (sobhana cetasikas) åtföljer sunda medvetanden (kusala citta).
De tjugofem sunda mentala faktorerna (sobhana cetasikas) är:
- Nitton universellt sunda mentala faktorer (sobhanasādhāraṇa):
  - Saddhā - tro
  - Sati - hågkomst (medvetenhet, "mindfulness")
  - Hiri - skamkänsla
  - Ottappa - hänsyn till konsekvens (samvete?)
  - Alobha - frånvaro av girighet
  - Adosa - frånvaro av hat
  - Tatramajjhattatā - balans, ett neutralt sinne
  - Kāyapassaddhi - en stillsam mental kropp
  - Cittapassaddhi - ett stillsamt medvetande
  - Kāyalahutā - en lätthet i den mentala kroppen
  - Cittalahutā - en lätthet i medvetandet
  - Kāyamudutā - en formbarhet hos mentalkroppen
  - Cittamudutā - en formbarhet i medvetandet
  - Kāyakammaññatā - hanterbar mentalkropp
  - Cittakammaññatā - hanterbart medvetande
  - Kāyapāguññatā - en kapabel mentalkropp
  - Cittapāguññatā - ett kapabelt medvetande
  - Kāyujukatā - en rättfram mental kropp
  - Cittujukatā - ett rättframt medvetande
- Tre avsaknader (virati):
  - Sammāvācā - rätt tal
  - Sammākammanta - rätt handling
  - Sammā-ājīva - rätt försörjning
- Två omätbara (appamañña):
  - Karuṇā - medkänsla
  - Mudita - sympatisk glädje
- En fakultet för visdom (paññindriya):
  - Paññā - visdom/insikt

Bhikkhu Bodhi skriver:
Ett sunt medvetande (kusalacitta) är ett medvetande åtföljt av de hälsosamma rötterna – icke-girighet eller generositet, icke-hat eller kärleksfull omtanke och icke-villfarelse eller visdom. Ett sådant medvetande är mentalt sunt, moraliskt oklanderligt och ger behagliga resultat.

## Mahayanas Abhidharmatradition
Abhidharmastudier i Mahayanatraditionen baseras på Sarvāstivāda abhidharma-systemet. Inom detta system identifierarAbhidharma-samuccaya femtioen mentala faktorer:

### Fem universella mentala faktorer
De fem universella mentala faktorerna (sarvatraga) är:
1. Sparśa - kontakt, sinnesintryck, beröring
2. Vedanā - känsloton
3. Saṃjñā - perception
4. Cetanā - avsikt, intention
5. Manasikāra - uppmärksamhet

Dessa fem mentala faktorer kallas universella eller allestädes närvarande eftersom de följer i kölvattnet efter varje sinnestillstånd. Om någon av dessa faktorer saknas, är upplevelsen av objektet ofullständig. Till exempel:
- Om det inte finns någon sparśa (kontakt), så finns det ingen grund för perception/uppfattning.
- Om det inte finns någon vedanā (känsloton) finns det ingen njutning av föremålet.
- Om det inte finns någon saṃjñā (perception, urskiljning), så kan objektets specifika egenskaper inte erfaras.
- Om det inte finns någon cetanā (avsikt), så finns det ingen rörelse mot och inget fokusering på objektet.
- Om det inte finns någon manasikāra (uppmärksamhet), så finns det ingen fixering vid objektet.[14]

### Fem objektbestämmande mentala faktorer
De fem objektbestämmande mentala faktorerna (viṣayaniyata) är:
1. Chanda - vilja (att agera), avsikt, intresse
2. Adhimokṣa - beslut, intresse, fast övertygelse
3. Smṛti - uppmärksamhet, hågkomst ("mindfulness")
4. Prajñā - insikt, urskiljande visdom
5. Samādhi - koncentration

Dessa fem faktorer kallas objektbestämmande eftersom de var och en fixerar på objektets specificiteter. När de är stabila finns det visshet om varje objekt.

### Elva goda mentala faktorer
De elva goda (kuśala, "dygdiga") mentala faktorerna är:
1. Sraddhā - tro, förtroende
2. Hrī - självrespekt, samvetsgrannhet, skamkänsla
3. Apatrāpya - dekorum, hänsyn till konsekvens
4. Alobha - icke-klängande
5. Adveṣa - icke-aggression, jämnmod, frånvaro av hat
6. Amoha - icke-förvirring
7. Vīrya - flit, ansträngning
8. Praśrabdhi - flexibilitet, följsamhet
9. Apramāda - samvetsgrannhet
10. Upekṣa - jämnmod
11. Ahiṃsā - icke-våld

### Sex huvudsakliga osunda faktorer
De huvudsakliga rotfaktorerna (mūlakleśa) är:
1. Rāga - begär
2. Pratigha - ilska
3. Avidya - okunnighet, ovetskap
4. Māna - stolthet, inbilskhet
5. Vicikitsa - tvivel
6. Dṛṣṭi - felaktigt synsätt

### Tjugo sekundära osunda faktorer
De tjugo sekundära osunda faktorerna (upakleśa) är:
1. Krodha - raseri
2. Upanāha - förbittring
3. Mrakśa - förtigande, slughet-döljande
4. Pradāśa - elakhet
5. Īrṣyā - avundsjuka, svartsjuka
6. Mātsarya - snålhet, girighet, njugghet
7. Māyā - falskt förespeglande
8. Śāṭhya - hyckleri, oärlighet
9. Mada - självförälskelse, självgodhet, egenkärlek
10. Vihiṃsā - illvilja, fientlighet, grymhet
11. Āhrīkya - brist på skam, brist på samvete, skamlöshet
12. Anapatrāpya - oanständighet, nonchalans, skamlöshet
13. Styāna - slöhet, missmod
14. Auddhatya - upphetsning
15. Āśraddhya - brist på tro, brist på tillit
16. Kauśīdya - lättja, slöhet
17. Pramāda - oförsiktighet, slarv, nonchalans
18. Muṣitasmṛtitā - glömska
19. Asaṃprajanya - ouppmärksamhet
20. Vikṣepa - distraktion

### Fyra föränderliga mentala faktorer
De fyra föränderliga mentala faktorerna (aniyata) är:
1. Kaukṛitya - ånger, grubblerier
2. Middha - sömn, dåsighet
3. Vitarka - tankeverksamhet, selektivitet, undersökning
4. Vicāra - urskillning, analys

## Alternativa översättningar
Alternativa översättningar för termen mentala faktorer (sanskrit: caitasika) inkluderar:
- mentala faktorer från engelskans "mental factors" (Geshe Tashi Tsering, Jeffrey Hopkins, Bhikkhu Bodhi, NKG Mendis)
- mentala händelser från engelskans "mental events" (Herbert Guenther)
- mentala tillstånd från engelskans "mental states" (Erik Pema Kunsang, Nārada Thera)
- följeslagare från engelskans "concomitants" (NKG Mendis)
- medvetandets följeslagare från engelskans "concomitants of consciousness" (Bhikkhu Bodhi)
- underordnat medvetande från engelskans "subsidiary awareness" från (Alexander Berzin)